# Ieva Tāre
Ieva Tāre (Riga, 15 marzo 1974) è un'ex cestista lettone.
Alta 185 cm, giocava come ala.

## Carriera
Con la Lettonia ha disputato i Giochi olimpici di Pechino 2008 e quattro edizioni dei Campionati europei (1999, 2005, 2007, 2009).